# 562

## Догађаји
- Цар Јустинијан I потписује мировни уговор са Персијским царством. Враћен је статус куо анте, са Лазицом (савремена Грузија) у византијским рукама.
- Велизару се суди за корупцију у Константинопољу, а Прокопије је вероватно био праефецтус урби. Проглашен је кривим и послат у затвор.
- Крај Лазичког рата: У Педесетогодишњем мировном уговору, краљ Хозроје I Ануширван признаје Лазицу као византијску вазалну државу уз годишњу исплату од 5.000 фунти злата сваке године.
- 23. децембар – Јустинијан I поново освештава Аја Софију након што је њена купола обновљена. Павле Ћутљиви, византијски песник, пише епску песму (Екфрасис).
- Последња остроготска упоришта у Верони и Бриксији заузима Источно римско царство, чиме је окончан Готски рат.
- Краљ Сигеберт I одбија напад Авара на Аустразију код Регензбурга (Немачка). Премешта своју престоницу из Ремса у Мец.
- Пролеће – Сјао Минг Ди, 20 година, наследио је свог оца Сјуан Дија на месту цара кинеске династије Лианг.
- Крељевство Сила, по наређењу краља Јинхеунга, води рат против Гаје (Три краљевства Кореје) и осваја је.
- Секундарни главни град Тајјуан у северном Чију је обновљен и постаје центар будизма.
- Држава Маја Каракол (Белиз) побеђује краља Вак Чан К'авила (Дупла птица) од Тикала у бици[2] током Првог Тикал-Калакмул рата, чиме је окончана његова династија.